# Cyrtodactylus phongnhakebangensis
Cyrtodactylus phongnhakebangensis este o specie de șopârle din genul Cyrtodactylus, familia Gekkonidae, ordinul Squamata, descrisă de Ziegler, Rösler, Herrmann și Vu Ngoc Thanh în anul 2003. Conform Catalogue of Life specia Cyrtodactylus phongnhakebangensis nu are subspecii cunoscute.